# Enterostomia
L'enterostomia è una procedura chirurgica che ha come scopo la creazione artificiale di una apertura duratura (chiamata stomia) attraverso la parte addominale verso l'intestino (intestino crasso o intestino tenue). Si utilizza per ovviare a disfunzioni create da masse tumorali.

## Etimologia
Il termine deriva dal greco enteron che significa intestino e stoma ovvero bocca.

## Procedura
Si incide la parete addominale per creare un orifizio e lo si collega ad una apertura effettuata sull'intestino.